# 7128 Misawa
A 7128 Misawa (ideiglenes jelöléssel 1991 SM1) a Naprendszer kisbolygóövében található aszteroida. Endate Kin,  Vatanabe Kazuró fedezte fel 1991. szeptember 30-án.